# Bill Barber (hockeista su ghiaccio)
William Charles Barber, detto Bill (Callander, 11 luglio 1952), è un ex hockeista su ghiaccio e allenatore di hockey su ghiaccio canadese.

## Biografia
Nel corso della sua carriera ha giocato con North Bay Trappers (1967-1969), Kitchener Rangers (1969-1972), Richmond Robins (1972/73) e Philadelphia Flyers (1973-1984).
A livello internazionale, con la nazionale canadese, ha partecipato alla Canada Cup 1976 e ai mondiali 1982.
Nel 1990 è stato inserito nella Hockey Hall of Fame.
Da allenatore ha guidato gli Hershey Bears in AHL nella stagione 1984/85. Dal 1996 al 2000, sempre in AHL, ha allenato i Philadelphia Phantoms; squadra che ha poi allenato anche in NHL per due stagioni dal 2000 al 2002.
È stato insignito del Jack Adams Award nel 2001.